# Демченко Олег Михайлович
Оле́г Миха́йлович Де́мченко (3 липня 1962) — український правоохоронець, генерал-майор міліції (2012).
Почесний громадянин міста Первомайськ Миколаївської області (2018).
З листопада 2020 року — Первомайський міський голова.

## Життєпис
Народився в місті Первомайськ Миколаївської області. Закінчив первомайську ЗОШ № 16.
Службу в органах внутрішніх справ розпочав у 1983 році. Закінчив Одеську школу міліції і Національну академію внутрішніх справ (м. Київ).
Працював на посадах оперуповноваженого карного розшуку, начальника карного розшуку, начальника Первомайського МВ УМВС України в Миколаївській області, першого заступника начальника ГУМВС — начальника кримінальної міліції ГУ МВС України у Донецькій області.
З червня 2012 по березень 2013 року — начальник ГУМВС України в Сумській області.
Указом Президента України від 20 грудня 2012 року полковнику Демченку О. М. присвоєне спеціальне звання генерал-майора міліції.
З березня 2013 по лютий 2014 року — начальник ГУМВС України в Харківській області. 26 лютого 2014 року переведений на роботу в апарат МВС України.
6 березня 2014 року призначений начальником УМВС України в Чернігівській області.
З 2017 року — директор з безпеки, згодом — головний радник з безпеки при Раді засновників ПрАТ «Концерн АВЕК і Ко» (м. Харків).
У листопаді 2020 року обраний Первомайським міським головою.

## Нагороди
Нагороджений багатьма відомчими заохочувальними відзнаками МВС України.
У 2013 році «за вагомий особистий внесок у боротьбу зі злочинністю, захист законних інтересів громадян України, бездоганне і професійне виконання службових обов'язків» координаційна рада МГО
«Міжнародний конгрес захисту прав і свобод людини „Світ“» нагородила генерал-майора міліції О. М. Демченка дипломом та орденом 1-го ступеня «За захист прав і свобод людини».